# التقلبات الجيوكيميائية في بدايات الكمبري
تتسم بداية فترة عصر كمبري بالتقلبات في عدد من السجلات الجيوكيميائية، بما في ذلك انحرافات نظائر الاسترونشيوم والكبريت والكربون. ورغم أن هذه الحالات الشاذة يصعب تفسيرها، تم وضع مجموعة من الاحتمالات. وهي غالبًا ما تشير إلى وقوع تغييرات على نطاق عالمي، وبالتالي يمكن أن تساعد في حصر الأسباب المحتملة لانفجار كمبري.
ويمكن أن يتعلق التوقيع الكيميائي بالتفكك القاري أو نهاية «التجلد العالمي» أو حدوث انخفاض كارثي في الإنتاجية نجم عن الانقراض الجماعي تمامًا قبل بداية العصر الكمبري.

## النظائر
تعد النظائر عبارة عن أشكال مختلفة للعناصر، حيث إنها تحتوي على أرقام مختلفة من النيترونات في النواة، مما يعني أنها تكون لها خصائص كيميائية مشابهة للغاية، لكن تكون كتلتها مختلفة.
ويعني الفرق في الوزن أنه يتم التمييز ضد النظائر في العمليات الكيميائية، على سبيل المثال، ترى المصانع أنه يكون من الأسهل تضمين 12C الأخف من 13C الثقيل.
وهناك نظائر أخرى لا يتم إنتاجها إلا بسبب التحلل الإشعاعي للعناصر الأخرى، مثل 87Sr, الذي يعد النظير الشقيق لـ 87Rb. ويشيع تواجد Rb، وبالتالي 87Sr، في القشرة الأرضية، وبالتالي فإن توفر 87Sr في عينة من الرواسب (التي تتعلق بـ 86Sr) يتعلق بمقدار الرواسب الذي نجم في القشرة الأرضية، مقارنة بشكل المحيطات.
ونسبة النظائر الثلاثة الرئيسية، وهي 87Sr / 86Sr، و34S / 32S و13C / 12C، كانت تخضع لتقلبات دراماتيكية في بداية العصر الكمبري تقريبًا.

### نظائر الكربون
هناك نوعان مستقران من النظائر الخاصة بالكربون، وهما الكربون 12 (12C) والكربون 13 (13C). وتتم الإشارة إلى النسبة بين الاثنين على أنها، وهي تمثل عددًا من العوامل.
ونظرًا لأن المواد العضوية تفضل استخدام 12C الأخف، فإن الزيادة في الإنتاجية تؤدي إلى زيادة في باقي النظام، والعكس بالعكس. وبعض مستودعات الكربون تتسم بخفة النظائر بشدة: على سبيل المثال، الميثان حيوي المنشأ، الذي يتم إنتاجه من خلال تحلل البكتيريا، يحتوي على من 60، وهي النسبة العظمى، في حين أن 1 يعتبر بمثابة تقلب كبير! وبالتالي فإن أي حقن للكربون من أحد هذه المستودعات ربما يعزى إليه حدوث الانهيار الكمبري المبكر في.
وتشتمل الأسباب التي غالبًا ما تكون مقترحة للتغييرات التي تنجم في معدل 13C إلى 12C الموجود في الصخور على ما يلي:
- الانقراض الجماعي. تعتمد الكيمياء بشكل كبير على قوى التأثر الكهرومغناطيسي، في حين أن النظائر الأخف، مثل 12C، تستجيب لذلك بشكل أسرع من النظائر الأثقل مثل 13C.

وبالتالي، فإن الكائنات الحية غالبًا ما تحتوي على نسبة غير متناسبة من 12C.
ويمكن أن يزيد الانقراض الجماعي من مقدار 12C المتاح لتضمينه في الصخور، وبالتالي، فإنه يقلل من نسبة 13C إلى 12C.
- «تجشؤ» الميثان. في الطبقات الجليدية والمنحدرات القارية، يتم احتباس الميثان الناجم عن البكتيريا في «أقفاص» جزيئات المياه، مما يؤدي إلى تكوين خليط يطلق عليه اسم المشبك. وهذا الميثان غني للغاية بـ 12C لأنه نجم عن كائنات حية. ويمكن أن تتفكك المشابك (تتحلل) فجأة إذا ارتفعت درجة الحرارة أو إذا انخفض الضغط عليها. ويمكن أن تؤدي تلك التفككات إلى تحرير الميثان الغني بـ 12C، وبالتالي تقليل نسبة 13C إلى 12C حيث يتم تضمين هذا الكربون بشكل تدريجي في الصخور (الميثان في الجو يتعرض للتكسر إلى ثاني أكسيد الكربون والمياه، ويتفاعل ثاني أكسيد الكربون مع المعادن لتكوين صخور الكربونات).

### نظائر الاسترونشيوم
الرجاء إعداد هذا القسم

### نظائر الكبريت
الرجاء إعداد هذا القسم

## التقلبات الكيميائية الأخرى
الرجاء إعداد هذا القسم